# Euclidiana
Euclidiana là một chi bướm đêm thuộc họ Erebidae.

## Hình ảnh

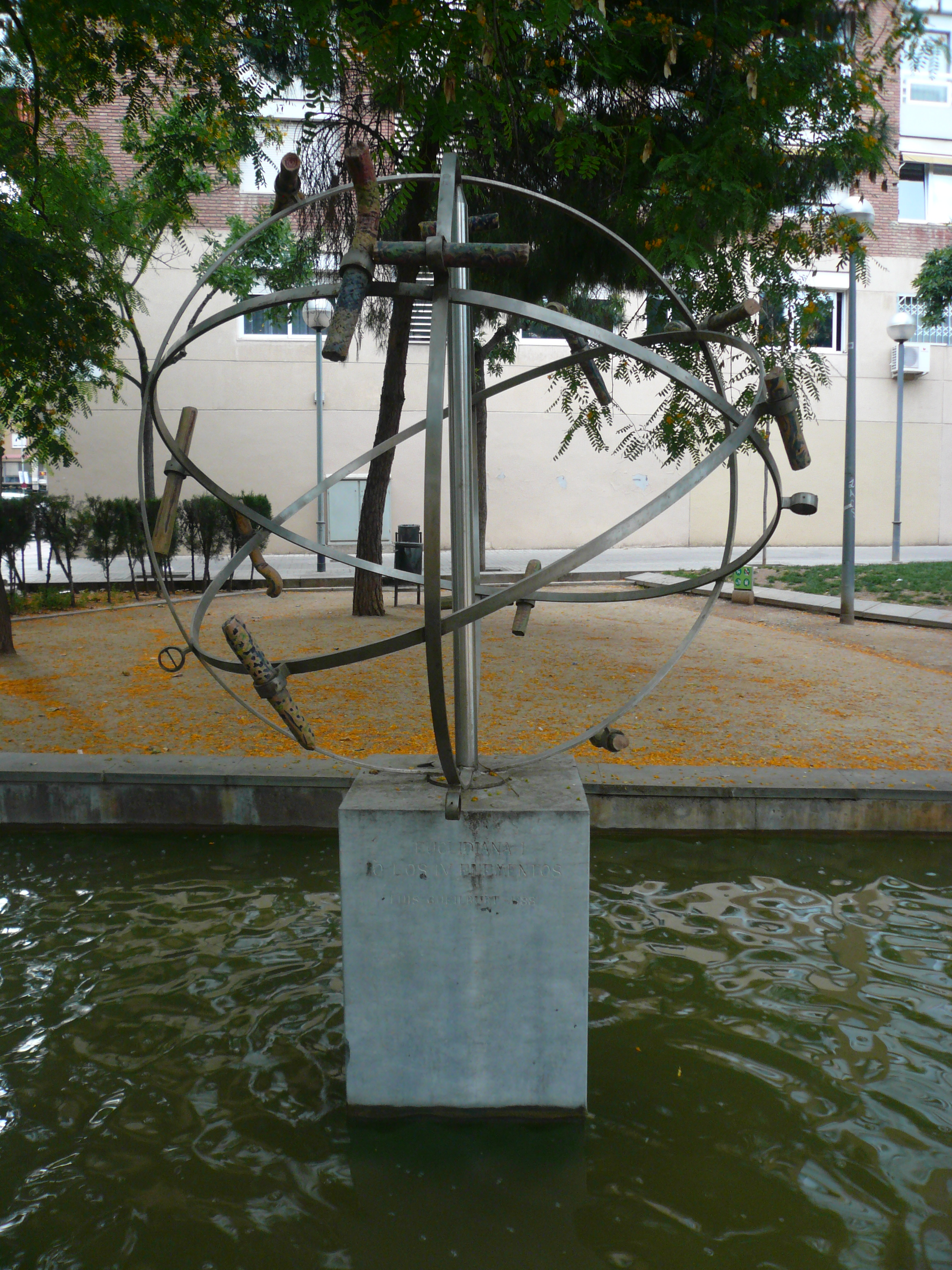
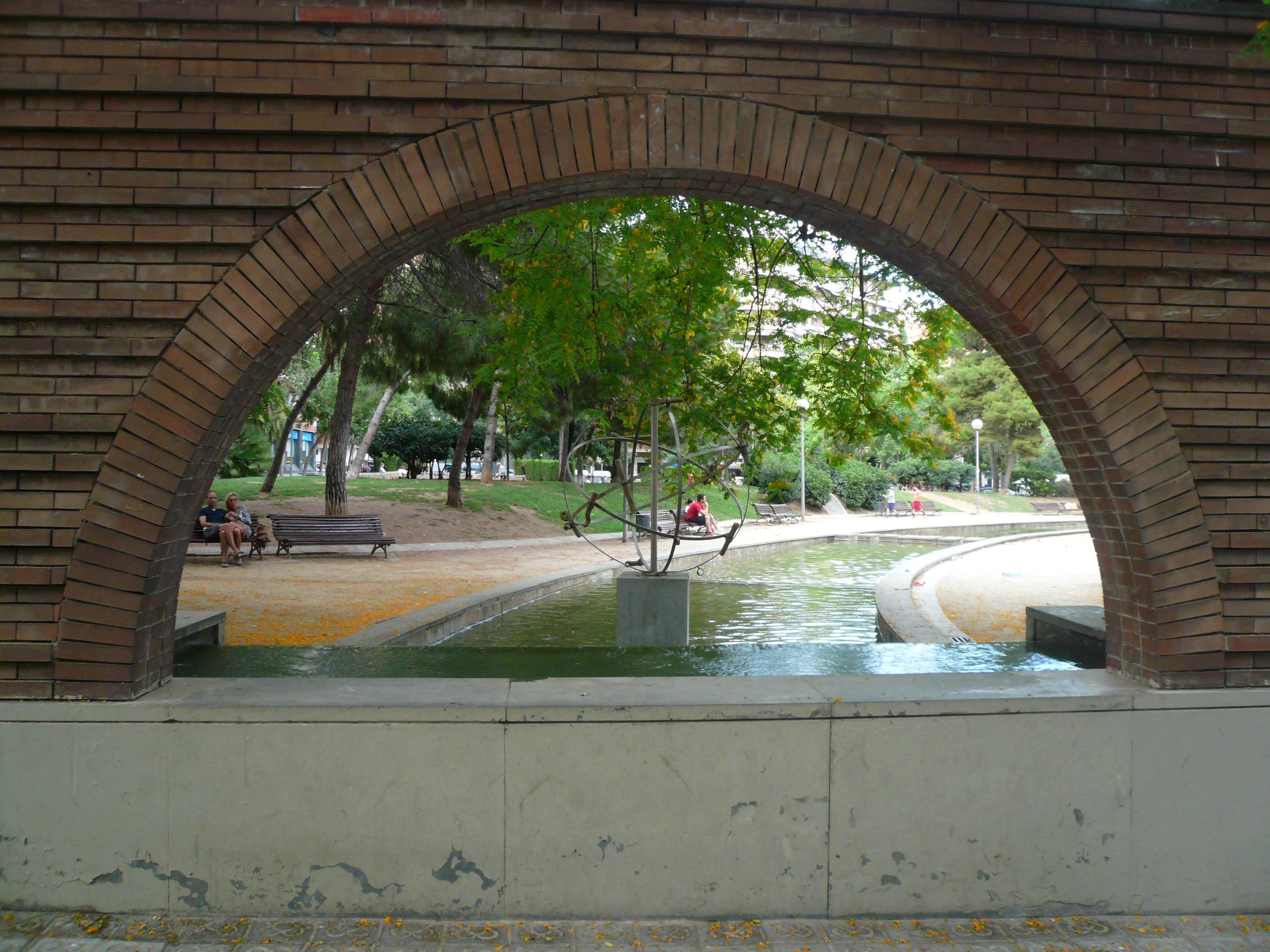
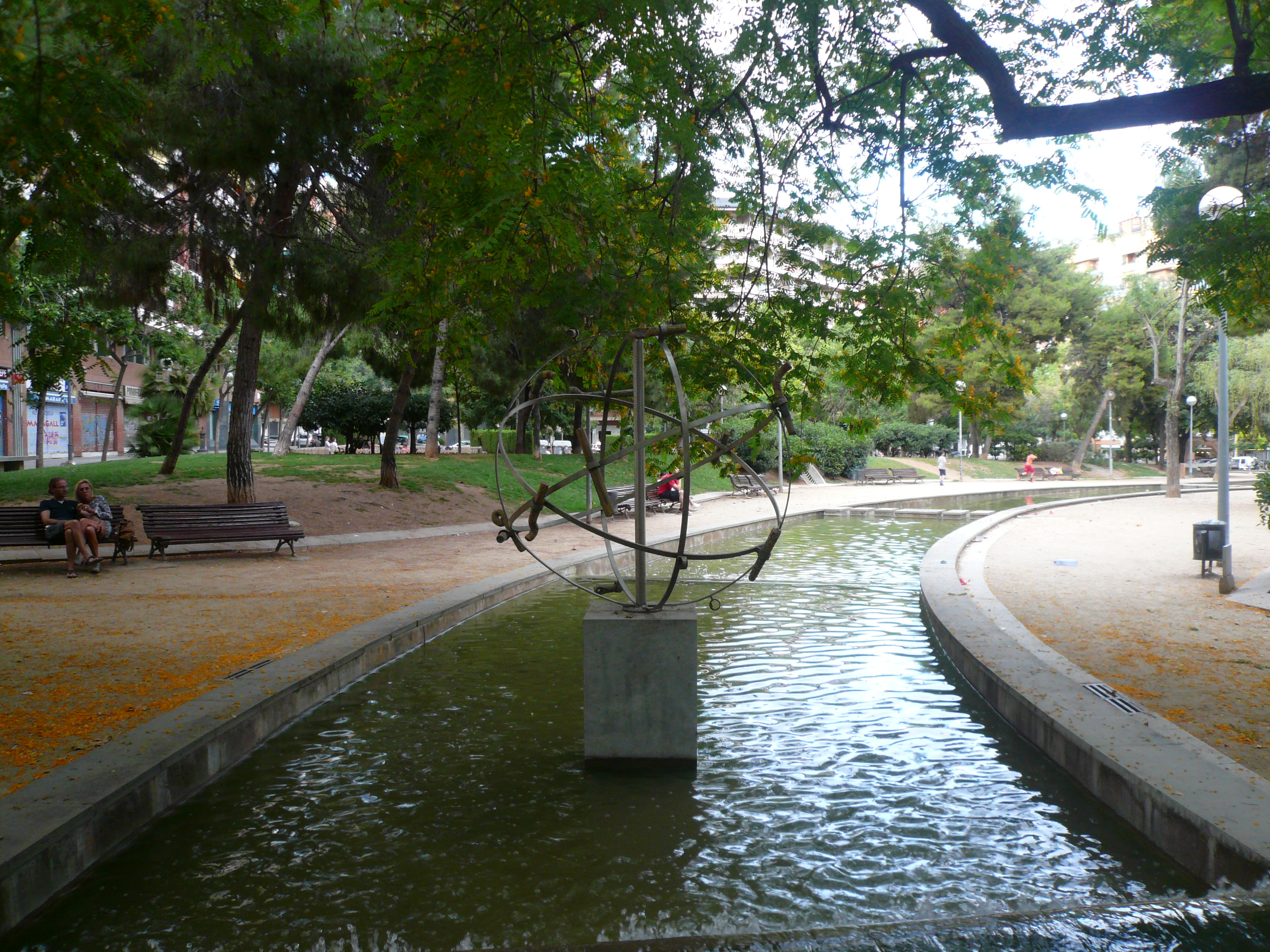
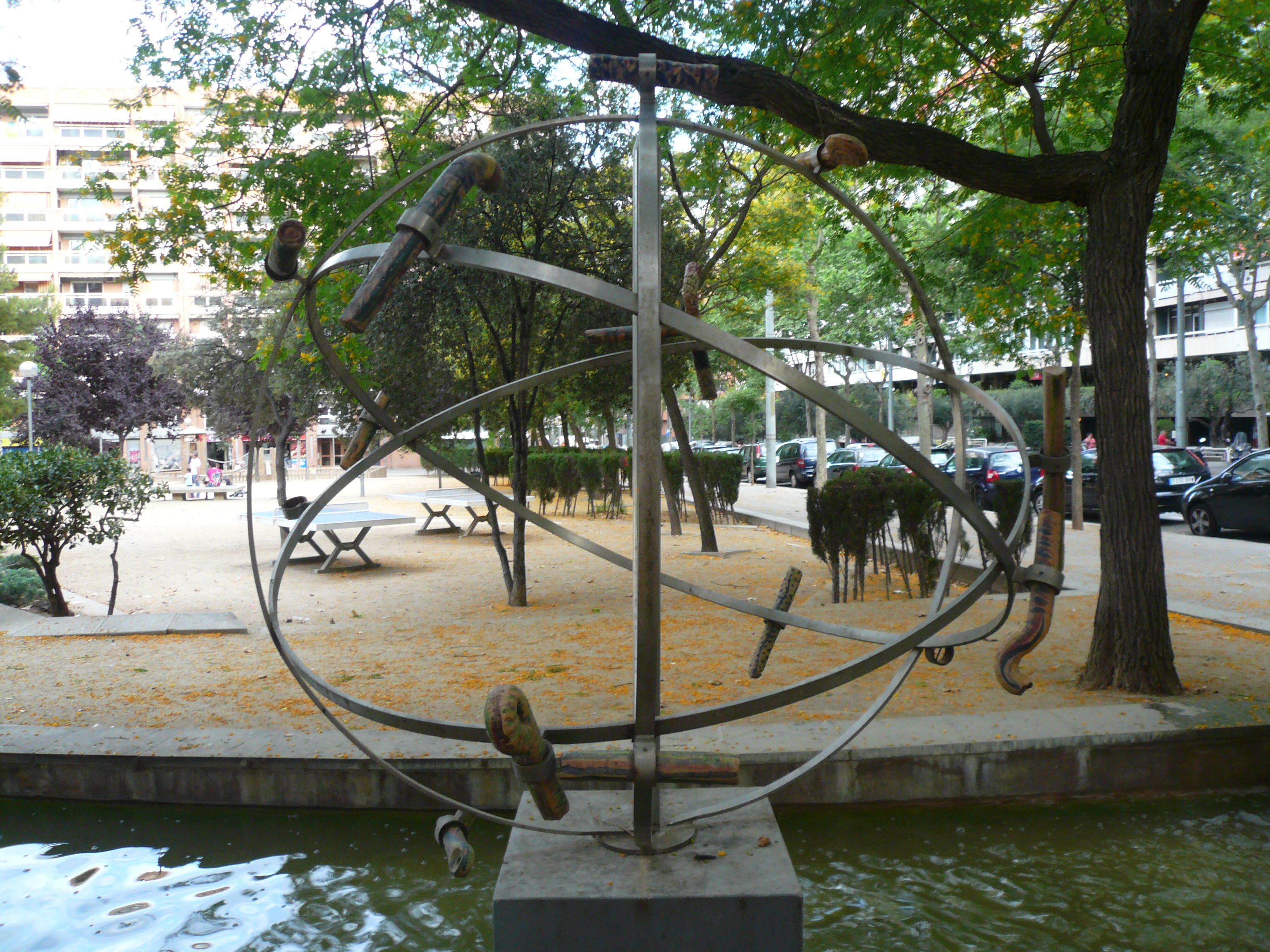